# Andrzej Łapiński
Andrzej Łapiński (ur. 22 stycznia 1972 w Łapach) – polski prawnik i policjant w stopniu nadinspektora Policji, komendant wojewódzki Policji w Gdańsku, w latach 2020–2024.

## Życiorys
Ukończył prawo na Uniwersytecie w Białymstoku, jest też absolwentem Wyższej Szkoły Policji w Szczytnie.
Służbę w Policji pełni od 1 września 1992. Od tego okresu przeszedł drogę zawodową zajmując stanowiska w pionie kryminalnym, zarówno wykonawcze, jak i kierownicze. Już w początkowym okresie kariery zawodowej pełnił służbę w komórkach organizacyjnych odpowiedzialnych za zwalczanie przestępczości zorganizowanej (starszy asystent Wydziału VI w Białymstoku Biura do Walki z Przestępczością Zorganizowaną Komendy Głównej Policji).
Od 2005 pełnił służbę na stanowiskach kierowniczych między innymi Komendanta Powiatowego Policji w Mońkach, Komendanta Miejskiego Policji w Białymstoku, Komendanta Wojewódzkiego Policji w Łodzi oraz od 27 lutego 2020 roku do 12 stycznia 2024 roku Komendanta Wojewódzkiego Policji w Gdańsku.

## Awanse
- Nadinspektor Policji – 2019[5]

## Odznaczenia i wyróżnienia
- Złoty Krzyż Zasługi (2024)[6]
- Srebrny Krzyż Zasługi (2017)[7][8]
- Brązowy Krzyż Zasługi (2003)[9]
- Srebrny Medal za Długoletnią Służbę[4]
- Złota Odznaka Zasłużony Policjant[4]
- Srebrna Odznaka Zasłużony Policjant
- Srebrny Medal za Zasługi dla Straży Granicznej (2017)[10]
- Brązowa Odznaka „Zasłużony dla Krajowej Administracji Skarbowej” (2019)[11]
- Brązowa Odznaka „Zasłużony dla Ochrony Przeciwpożarowej” (2023)[12]
- Srebrny Medal za Zasługi dla Pożarnictwa
- Brązowa Odznaka „Zasłużony dla Służby Celnej”
- Medal „Pro Patria”
- Medal „Pro Bono Poloniae” (2021)[13]
- Medal XXV-lecia NSZZP
- Medal XX-lecia NSZZP
- Brązowa Odznaka Honorowa – Podlaski Krzyż Floriański
- Złoty Krzyż Honorowy Związku Piłsudczyków Rzeczypospolitej Polskiej
- Medal „Za Wzorową Służbę na rzecz Wojska Polskiego”
- Medal Inki w Uznaniu Zasług - Konfederacji Orderu Św. Stanisława
- Medal „Za Zasługi dla Światowego Związku Żołnierzy Armii Krajowej”
- Medal 20-lecia Utworzenia Centralnego Biura Śledczego
- Medal 95-lecia Związku Inwalidów Wojennych RP (2015)[14]
- Medal 100-lecia Powstania Polskiej Policji Państwowej od stowarzyszenia „Rodzina Policyjna 1939 r.” (2019)[15]
- Medal „Za Zasługi” Polskiego Związku Wędkarskiego Okręg Słupsk (2021)[16]
- Krzyż Niepodległości I klasy z Gwiazdą NSZZP (2021)[17]
- Order Zasługi dla Kraju Związkowego Brandenburgii (2021)[18]
- Medal Trzydziestolecia Powołania Straży Granicznej (2022)[19]